# Idpw
Idpw（アイパス）は、「インターネットが降臨する場を創出する」というテーマで活動している、日本のアーティスト集団。団体の名称は、「IDとPW（パスワード）さえあればいつでもアクセス可能」という点に由来する。
「100年前から続く、インターネット上の秘密結社」というコンセプトを持つ。発足した（彼らの表現では「活動が表面化した」）のは2012年頃で、「何かおもしろいことがやりたい」というのがその動機であった。より具体的には、すでに存在したアートユニットであるエキソニモのメンバー2人が2011年に福岡市に転居し、地元で「福岡アーバンコミュニティオブアート」（FUCA）を企図していた不動産業者と懇意になったことがきっかけで、エキソニモが発起人となり、FUCAのオープンと同時に2012年4月に発足した。発足時のメンバーは15人である。
活動拠点は前記のFUCAや東京・渋谷があるが、参加者は日本全国にいるため、活動の「本拠地」はネット空間上であるとメンバーは述べている。また集団の特徴として「誰が参加しているかわからない」という匿名性を挙げており、それによって「自分の名前とか気にせず好きなこと出来る」と述べている。「秘密結社」という自称はこの点に由来している。
主な取り組みに「インターネットヤミ市」「どうでもいいね！ボタン」「テキストパーティ」などがある。
また、「どうでもいいね！ボタン」は2012年の第16回文化庁メディア芸術祭エンターテインメント部門において新人賞を受賞した。
またIDPWの活動に関するショートドキュメンタリー「Back streets of the Internet」が、W+K東京LABの制作によって2013年10月に公開されており、ここで実際に各メンバーのインタビューやイベントの様子をみることもできる。

## インターネットヤミ市
「インターネットに関するものを、直接売買するフリーマーケット」というコンセプトのイベント。
- 第1回 2012年 11月4日 - 東京, 東京電機大学[跡地]
- 第2回 2013年 6月30日 - 東京, カイブツオフィス
- 第3回 2014年 2月2日 - ベルリン, トランスメディアーレ
- 第4回 2014年 8月3日 - 札幌, 札幌国際芸術祭
- 第5回 2014年 9月28日 - ブリュッセル, Les Ateliers des Tanneurs
- 第6回 2015年 5月9日,10日 - Amsterdam, HACK/PLAY Festival
- 第7回 2015年 8月29日 - 台中, National Museum of Taiwan
- 第8回 2015年 8月29日 - ソウル, Artspace Boan
- 第9回 2015年 9月5日 - リンツ, アルス・エレクトロニカ
- 第10回 2015年 9月12日 - ニューヨーク, Knockdown Center
- 第11回 2015年 10月17日 - ニューオリンズ, Nora St. Cluade
- 第12回 2015年 11月14日 - ダンディー（スコットランド）, NEoN Digital Arts Festival
- 第13回 2016年 4月9日 - デュッセルドルフ（ドイツ）, NRW-Forum Düsseldorf
- 第14回 2016年 5月21日~23日 - ロンドン（UK), Tate Modern
- 第15回 2016年 ５月21日 - モスクワ (ロシア)
- 第16回 2016年 10月16日 - 東京, 3331 Arts Chiyoda 体育館
- 第17回 2016年 10月22日 - バルセロナ, CCCB
- 第18回 2016年 11月6日 - ニューヨーク, Knockdown Center
- 第19回 2017年 4月22日 - バーゼル, HeK, Switzerland
- 第20回 2017年 9月30日,10月1日 - ブリュッセル, iMal, Belgium
- 第21回 2017年 10月28日 - バルセロナ, The Influencers, Spain
- 第22回 2017年 11月9日 - テルアビブ, Cuckoo's nest, Israel